# Cantó de Condat
El cantó de Condat és un cantó francès del departament del Cantal, a la regió d'Alvèrnia. Està inclòs en el districte de Sant Flor, té 9 municipis i el cap cantonal és Condat.

## Municipis
- Chantarela
- Condat
- Lugarda
- Marcenat
- Marchastel
- Montboudif
- Montgreleix
- Saint-Amandin
- Saint-Bonnet-de-Condat

## Història
| Data d'elecció                           | Identitat           | Partit           | Qualitat |
| ---------------------------------------- | ------------------- | ---------------- | -------- |
| 1961-1967                                | Maurice Jabiol      | UDR              |          |
| 1967-1992                                | Germain Monteil     | UDR, després RPR |          |
| 1992-2011                                | Jean-Claude Wälchli | UMP              |          |
| 2011-                                    | Jean Mage           | Divers droite    |          |
| les dades anteriors no són pas conegudes |                     |                  |          |
|                                          |                     |                  |          |